# 姫路市立姫路球場
姫路球場（ひめじきゅうじょう）は、兵庫県姫路市の手柄山平和公園内にある野球場。
施設は姫路市が所有し、一般財団法人姫路市まちづくり振興機構が指定管理者として運営管理を行っている。姫路ケーブルテレビが命名権を取得し、同局の愛称に由来する「ウインク球場」と呼称される（後述）。

## 歴史
1959年3月開場。開場以来、主に高校野球や社会人野球など、アマチュア野球公式戦が行われている。
プロ野球 (NPB)は、同年3月19日にこけら落しとして開催された阪急ブレーブス対大阪タイガースのオープン戦が初の試合。一軍公式戦は阪神が同年と1968年に計3試合、阪急が1960年、1961年、1964年に計3試合、国鉄スワローズが1960年に1試合、オリックス・ブルーウェーブが1991年から1995にかけて毎年1試合開催した。オープン戦は上記の他にオリックスが1991年から2019年まで実施。ウエスタン・リーグは阪神が2009年から公式戦を行っている。
NPB以外では、2024年より関西独立リーグ (2代目)（さわかみ関西独立リーグ）所属の姫路イーグレッターズが本拠地球場として試合を行っている。初年度の2024年は主催22試合中14試合が実施された（淡路島ウォリアーズのリーグ戦脱退による不戦勝分を除く）。以前は2014年から2016年まで関西独立リーグが「BASEBALL FIRST LEAGUE」だった時代に姫路GoToWORLD（2016年をもって活動休止）が本拠地として使用した（ただし2015年の例では主催24試合中8試合のみの使用）。他では女子プロ野球のカップ戦も2014年に実施された（後述）。ソフトボールについては一般利用での使用は出来ないが、2025年10月18日～19日にJDリーグの公式戦（2025 レギュラーシーズン・交流戦）が初めて開催される予定。
開場から50年を経過したことに伴う老朽化のため、2011年冬から球場本体の全面改修工事を実施し、2014年2月に工事が完了（後述）。同年3月8日に竣工記念式典が行われた。同年3月9日にはリニューアルオープン記念として、プロ野球オープン戦「オリックス・バファローズ対北海道日本ハムファイターズ」が開催され、久々の日曜開催ということもあって、10,083人の観衆が訪れる盛況ぶりとなった。なお、2015年以降は従来の平日開催に戻されている。高校野球は同年3月16日に東洋大学付属姫路高等学校・野球部創部50周年記念試合、「東洋大姫路対報徳学園」が行われ、以降、春季高校野球兵庫大会から順次再開されている。プロ野球ウエスタン・リーグ公式戦は2014年8月31日の「阪神タイガース対中日ドラゴンズ」から再開、2015年以降も日曜日（開催月についてはその年によって変動あり）に阪神主催試合が組まれている。
2015年7月1日より姫路ケーブルテレビが命名権を取得し、同局の愛称に由来する「ウインク球場」と呼称される。契約期間は2020年3月31日まで。以降も2025年3月31日まで契約更新されている。
2016年より、老朽化が問題となっている高砂市野球場に代わって全国高校軟式野球選手権大会の試合会場（サブ会場）となっている。
戦後間もない頃から平成初期には姫路城の敷地内を「三の丸野球場」や「本町野球場」として使用していた。
2024年7月20日（予備日7月21日）に、フレッシュオールスターゲームを開催することが2023年10月に決定した。フレッシュオールスターの兵庫県下での開催は1977年以来47年ぶりで、同球場としては2軍戦ながら初ナイトゲームでもある。

## 施設改修について
これまでに、大規模な施設改修を3回実施している。

### スコアボードの改修（初代⇒2代目）
開場以来使用してきたパネル式スコアボードの改修を実施し、1994年3月に2代目の磁気反転式スコアボードが完成。初代は右中間に設置されていたが、2代目はバックスクリーンの奥に設けられた。

### 老朽化に伴う球場本体の全面改修を実施
開場から50年を経過したことに伴う老朽化のため、2011年冬から2014年春まで、約23億円をかけて球場本体の全面改修工事が行われた。この間は一時閉場となり、姫路市内に姫路球場以外で高校野球兵庫大会の開催可能条件を満たす球場がないため、姫路球場の改修工事完了まで一時中断となった。主な改修内容は以下の通り。
- メインスタンド～内野スタンドとグラウンドを解体。
- 二層式だったメインスタンドを一層式に変更して、屋根を新設。
- ベンチ席と芝生席を併用していた内野席を個別座席に変更。
- メインスタンド出入口をアプローチデッキ化。
- エレベーター、スロープ、車椅子用観覧席等の整備による施設のバリアフリー化。
- 両内野スタンドの下にブルペンと室内練習場を新設。
- 外野芝生席は解体せず、中段に設けられていた手摺りを撤去して、傾斜を緩くした。後方のフェンスは撤去され、金網に変更された。
- グラウンド両翼を95mから100mに拡張。
- グラウンドの外野天然芝を高麗芝からティフトン芝に変更（阪神園芸が施工を担当）[20]。
- 2代目スコアボードは併設されているトイレも含めて引き続き使用。塗装し直し、カウンターランプをBSO表示に改修した。

球場の全面改修に伴い、メインスタンド内に入居していた食堂、一塁側スタンド下に入居していたアマチュア向けのボクシングジム「姫路ボクシングジム」は撤退した。改修前は食堂が売店を兼ね、メインスタンド内の通路でも屋台による飲食物の販売が行われていたが、改修後はメインスタンド裏に飲食物の売店が設置され、コンコースや球場外にも屋台やキッチンカー、グッズ等の売店が営業出来るスペースが設けられている。

### ナイター照明の新設、スコアボードの改修（2代目⇒3代目）
姫路市では以前から、姫路球場の利活用を促進する中で、ナイター照明の設置と2代目の供用開始から30年を迎えるスコアボードのフルカラーLED化を検討してきた。
工事設計委託は2022年5月27日に入札を行った結果、株式会社 二神建築事務所が落札。工事業務は2023年5月11日に入札を行った結果、株式会社 ハマダが落札した。姫路市議会の「令和5年 第2回定例会」（2023年6月26日開催）にて、「議案第67号・契約の締結について（姫路市立姫路球場ナイター照明設備新設及びスコアボード改修等工事請負契約の締結）［契約金額：12億120万円］」の審議を行った結果、議会の同意が得られたことから、前述2件の工事を実施することが正式に決定した。
姫路市の清元秀泰市長も自身のブログでLEDナイター設備の新設について言及している。
工事については2023年10月7日まで秋季高校野球兵庫県大会を開催していたため、大会終了後から開始。2024年6月に完成予定であることを表明した。

## 施設概要

### 改修前
- グラウンド面積：12,900 m2
- 両翼：95 m、中堅：120 m
- 内野：土、外野：天然芝
- スコアボード：磁気反転式（2代目、1994年3月完成）[2]
  - 初代はパネル式で、センターバックスクリーン右に設置されていた[2]。
- 照明設備：なし
- 収容人員：12,000人（内野スタンド8,000人、外野スタンド4,000人）
  - ネット裏（二層式）：（1階）個別座席、（2階）石段席[注 2]、一・三塁側：ベンチ席及び芝生、外野：芝生

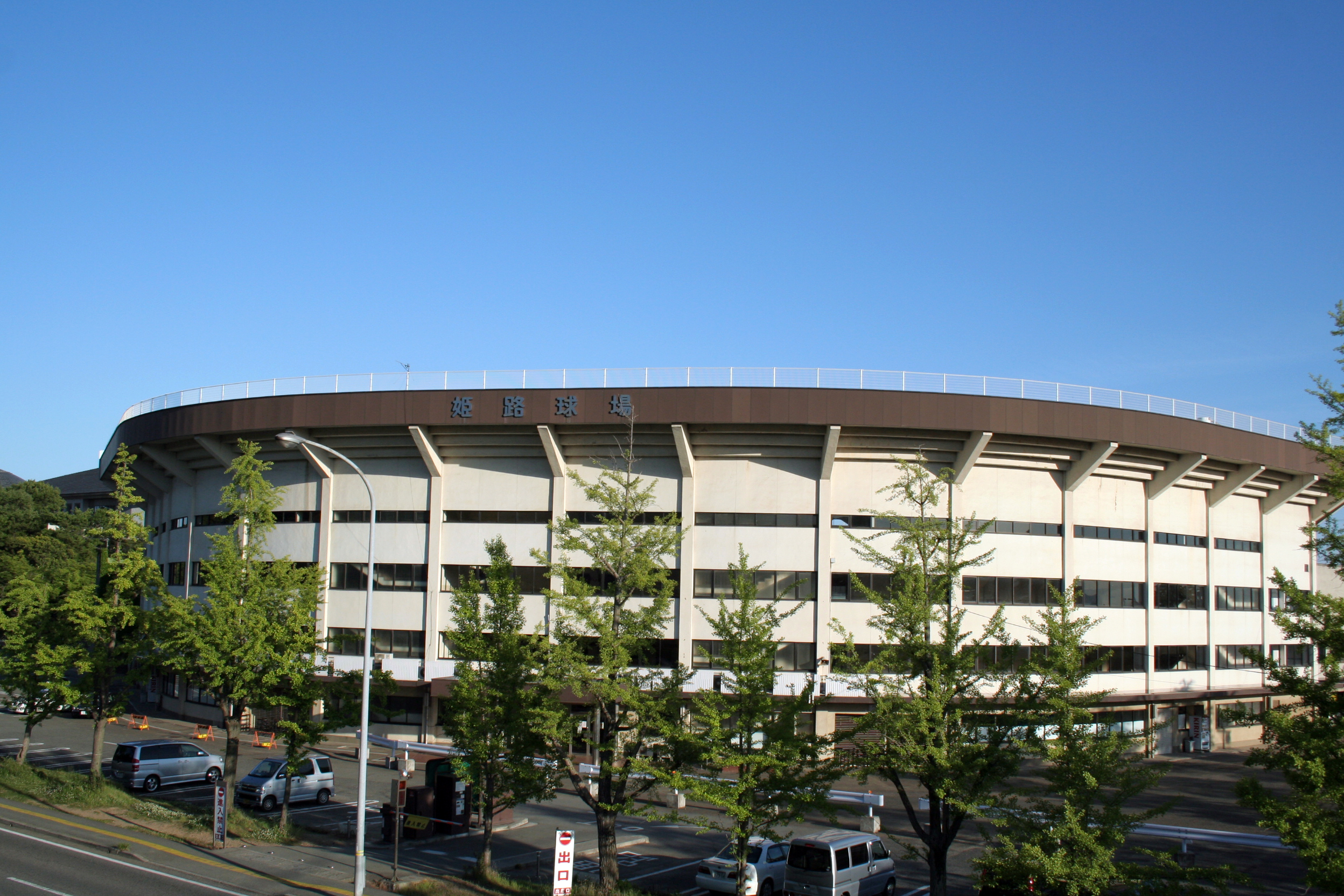
改修前の状態
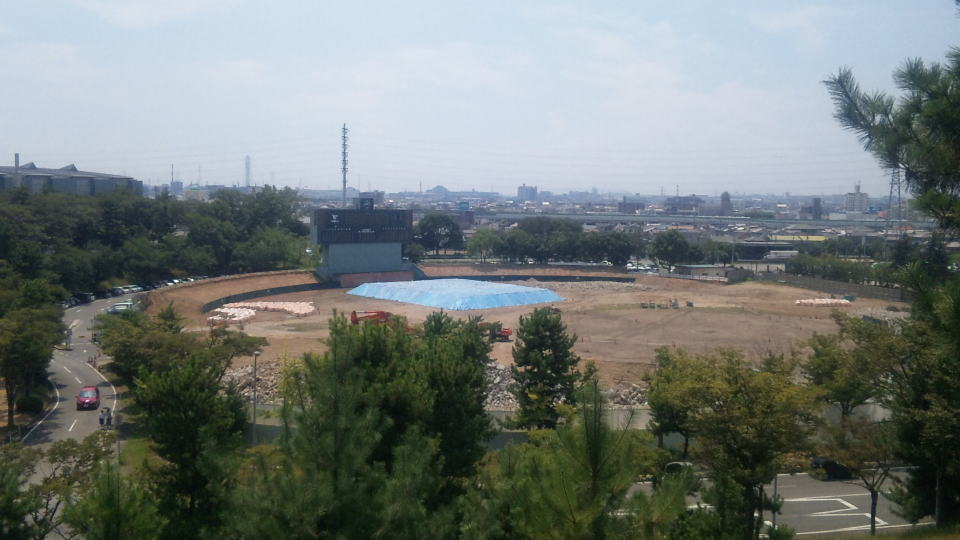
改修工事中

### 改修後
- グラウンド面積：12,471 m2
- 両翼：100 m、中堅：120 m
- 内野：土、外野：天然芝
- スコアボード：フルカラーLED式電光掲示板（3代目、2024年4月～）
  - 2代目：磁気反転式（1994年3月～2023年10月）
- 照明設備：ナイター照明6基（2024年6月～）
- 収容人員：14,000人（内野スタンド8,000人、外野スタンド6,000人）
  - ネット裏（一層式、屋根あり）：個別座席（背もたれあり）、一・三塁側：個別座席（背もたれなし）、外野：芝生

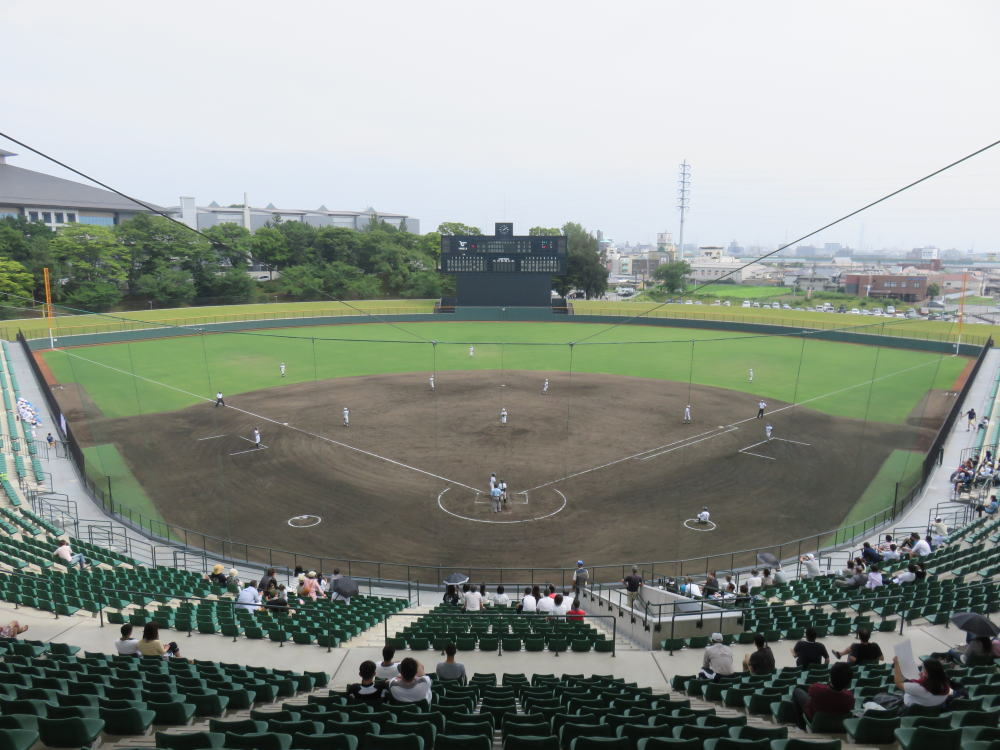
バックネット側から
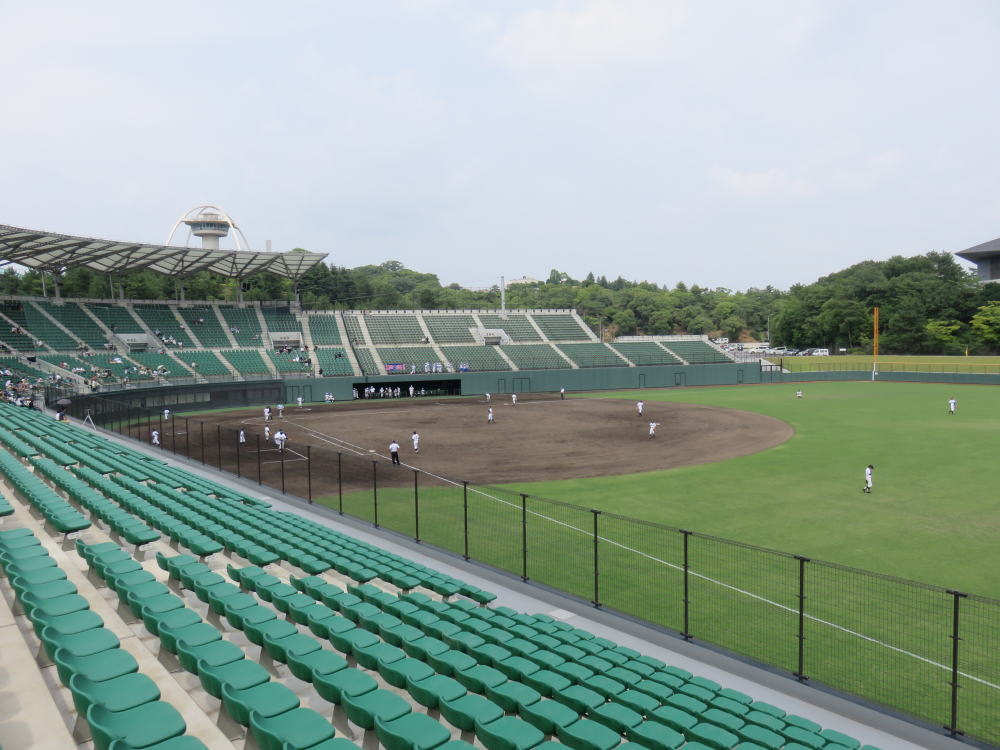
ライトスタンド側から

## プロ野球開催実績
※左側が主催球団（後攻）。

### 公式戦
2022年終了時点で13試合を開催。内訳はセ・リーグ4試合、パ・リーグ9試合。
- 1959年10月4日 大阪タイガース 6-4、2-0 大洋ホエールズ（ダブルヘッダー）
- 1959年10月9日 国鉄スワローズ 2-1 広島カープ
- 1960年7月14日 阪急ブレーブス 2-8 南海ホークス
- 1961年5月6日 阪急ブレーブス 4-5 大毎オリオンズ
- 1961年10月6日 阪急ブレーブス 2-5 東映フライヤーズ
- 1964年5月14日 阪急ブレーブス 4-0 東京オリオンズ
- 1968年4月7日 阪神タイガース 2-4 広島東洋カープ
- 1991年5月1日 オリックス・ブルーウェーブ 3-9 日本ハムファイターズ
- 1992年5月8日 オリックス・ブルーウェーブ 8-4 福岡ダイエーホークス
- 1993年6月7日 オリックス・ブルーウェーブ 2-4 日本ハムファイターズ
- 1994年5月31日 オリックス・ブルーウェーブ 4-2 日本ハムファイターズ
- 1995年5月20日 オリックス・ブルーウェーブ 5-4 日本ハムファイターズ

### オープン戦
- 2006年3月8日 オリックス・バファローズ 4-15 西武ライオンズ
- 2007年3月6日 オリックス・バファローズ 0-7 北海道日本ハムファイターズ
- 2008年3月6日 オリックス・バファローズ 9-0 東北楽天ゴールデンイーグルス
- 2009年3月10日 オリックス・バファローズ 4-4 東北楽天ゴールデンイーグルス
- 2010年3月9日 オリックス・バファローズ （雨天中止） 東北楽天ゴールデンイーグルス
- 2011年3月11日 オリックス・バファローズ 4-1 埼玉西武ライオンズ
- 2014年3月9日 オリックス・バファローズ 2-3 北海道日本ハムファイターズ
- 2015年3月12日 オリックス・バファローズ 2-0 東北楽天ゴールデンイーグルス
  - この年より、主催球団のオリックスが三塁側ダッグアウトを使用している。
- 2016年3月15日 オリックス・バファローズ 0-1 横浜DeNAベイスターズ
- 2017年3月9日 オリックス・バファローズ 1-8 横浜DeNAベイスターズ（観客3,214人）
- 2018年3月8日 オリックス・バファローズ （雨天中止） 北海道日本ハムファイターズ
- 2019年3月12日 オリックス・バファローズ 7-6 埼玉西武ライオンズ
- 2020年3月5日 オリックス・バファローズ - 千葉ロッテマリーンズ
  - グラウンドコンディション不良のため中止[29][30]。

※ コロナ禍に見舞われた2021年以降は開催していない。

### ウエスタン・リーグ公式戦
- 2009年5月9日 阪神タイガース 3-2 オリックス・バファローズ
- 2009年5月10日 阪神タイガース 1-5 オリックス・バファローズ
- 2010年6月5日 阪神タイガース 3-2 中日ドラゴンズ
- 2010年6月6日 阪神タイガース 8-2 中日ドラゴンズ
- 2011年6月25日 阪神タイガース 2-1 オリックス・バファローズ
- 2011年6月26日 阪神タイガース 2-6 オリックス・バファローズ
- 2014年8月31日 阪神タイガース 9-1 中日ドラゴンズ
- 2015年8月30日 阪神タイガース 1-4 広島東洋カープ
- 2016年8月28日 阪神タイガース 7-7 広島東洋カープ
- 2017年8月6日 阪神タイガース 6-11 中日ドラゴンズ
- 2018年8月5日 阪神タイガース 4-7 福岡ソフトバンクホークス
- 2019年8月4日 阪神タイガース 1-7 福岡ソフトバンクホークス[31]

※ 2020年～2022年は新型コロナウイルス感染拡大のため開催中止。
- 2023年5月28日 阪神タイガース 8-0 福岡ソフトバンクホークス
- 2024年8月11日 阪神タイガース 1-6 中日ドラゴンズ

### プロ野球フレッシュオールスターゲーム
- 2024年7月20日 イースタン・リーグ選抜 7-0 ウエスタン・リーグ選抜

### 女子プロ野球・ティアラカップ姫路大会
- 2014年6月21日 ウエスト・フローラ 2-9 イースト・アストライア（1回戦）
- 2014年6月21日 サウス・ディオーネ 5-4 ノース・レイア（1回戦）
- 2014年6月22日 ノース・レイア 5-10 ウエスト・フローラ（3位決定戦）
- 2014年6月22日 イースト・アストライア 5-1 サウス・ディオーネ（決勝戦）

## 交通
- 山陽電車本線・手柄駅から徒歩20分
- 姫路駅南口バスターミナルから、神姫バス15・97系統乗車。「中央体育館・姫路球場前」下車。